# Hemilucilia melusina
Hemilucilia melusina är en tvåvingeart som beskrevs av Dear 1985. Hemilucilia melusina ingår i släktet Hemilucilia och familjen spyflugor.
Artens utbredningsområde är Peru. Inga underarter finns listade i Catalogue of Life.